# Gouden gifkikker
De gouden gifkikker (Dendrobates auratus) is een vaak giftige kikker uit de familie pijlgifkikkers of Dendrobatidae. De soort werd voor het eerst wetenschappelijk beschreven door Charles Frédéric Girard in 1855. Oorspronkelijk werd de wetenschappelijke naam Phyllobates auratus gebruikt.

## Kenmerken
De meeste exemplaren hebben een wat gouden glans over het hele lichaam. Hoewel sommige populaties eerder blauw met zwart gestreept zijn, zijn de meeste zwart met groen gekleurd. De tekening kan zelfs geel of groen gestipt of gestreept zijn, afhankelijk van de locatie waar de kikker leeft. De maximale lichaamslengte is ongeveer 5 centimeter.

## Leefwijze
Zoals de meeste pijlgifkikkers is ook deze soort dagactief en het voedsel bestaat uit kleine insecten, zoals mieren en luizen maar ook teken en mijten. Sommige insecten zijn eerder vijand dan prooi.

## Giftigheid
Het gif van deze volledig terrestrische kikker is niet zo sterk dat het een mens kan doden, maar vooral in de natuur aangetroffen dieren kunnen behoorlijke irriterende reacties opwekken. Meestal verliest het kikkertje het meeste gif als hij in gevangenschap wordt gehouden, omdat een belangrijk deel van het gif in de prooidieren zit die in de natuur gegeten worden. De meeste predatoren laten het dier ongemoeid, zodat het ongehinderd rond kan springen.

## Verspreiding en leefgebied
Deze soort leeft in zuidelijk Nicaragua, Colombia, Costa Rica en Panama, maar is ook uitgezet in onder andere Hawaï en de Verenigde Staten. De gouden gifkikker is een typische oerwoudbewoner die in extreem vochtige en warme omgevingen leeft, met veel bemoste takken en een voedselrijke strooisellaag. Deze strooisellaag bevindt zich niet alleen op de bodem, maar ook op brede takken van grote bomen.

## Ontwikkeling
De mannetjes blijven kleiner dan de vrouwtjes en maken geen gillende maar eerder zoemende of grommende geluiden. De eitjes worden gelegd in bijvoorbeeld bladoksels of bromelia's maar vooral in wat diepere en grotere watermassa's en als ze uitkomen brengt de man ze naar het water, meestal in een aantal keer. De larven eten vlees zoals insecten en de larven, maar omdat ze kannibalistisch zijn eten ze ook elkaar.